# Amagi
Amagi (甘木市 Amagi-shi?) a fost un municipiu din Japonia, prefectura Fukuoka. La 20 martie 2003, în rezultatul comasării cu orașele Asakura și Haki, a fost creat municipiul Asakura.